# Euphoria westermanni
Euphoria westermanni är en skalbaggsart som beskrevs av Hippolyte Louis Gory och Achille Rémy Percheron 1833. Euphoria westermanni ingår i släktet Euphoria och familjen Cetoniidae. Inga underarter finns listade i Catalogue of Life.